# Município de Cheshire (condado de Gallia, Ohio)
Localização do Ohio nos E.U.A.
O município de Cheshire (em inglês: Cheshire Township) é um local localizado no condado de Gallia no estado estadounidense de Ohio. No ano 2010 tinha uma população de 1002 habitantes e uma densidade populacional de 12,54 pessoas por km².

## Geografia
O município de Cheshire encontra-se localizado nas coordenadas 38° 58′ 09″ N, 82° 09′ 33″ O. Segundo a Departamento do Censo dos Estados Unidos, o município tem uma superfície total de 79.89 km², da qual 78,56 km² correspondem a terra firme e (1,66 %) 1,32 km² é água.

## Demografia
Segundo o censo de 2010, tinha 1002 pessoas residindo no município de Cheshire. A densidade de população era de 12,54 hab./km².